# Legătură simplă

Structura Lewis a moleculei de hidrogen

În chimie, o legătură simplă este o legătură chimică dintre două elemente chimice care presupune punerea în comun a doi electroni de valență. Cu alte cuvinte, atomii împart o pereche de electroni pentru a forma legătura simplă, ceea ce face ca aceasta să fie un tip de legătură covalentă. Atunci când este pus în comun, fiecare dintre cei doi electroni implicați nu se mai află în posesia exclusivă a orbitalului din care a provenit. În realitate, ambii electroni se află în oricare dintre orbitalii care se suprapun ca urmare a formării legăturii. Ca structură Lewis, o legătură simplă este notată ca AːA sau A-A, pentru care A reprezintă un element chimic. În prima reprezentare, fiecare punct reprezintă un electron pus în comun, iar în a doua, liniuța reprezintă ambii electroni puși în comun în legătura simplă.